# Jacques de Silly
Jacques de Silly fut évêque de Sées et abbé commendataire de Saint-Pierre-sur-Dives et Cerisy-la-Forêt. 

## Famille
Il est le fils de Jacques de Silly († 1503), seigneur de Lonrai, bailli de Caen et grand maître de l'artillerie de France, et de Anne de Pré-en-Pail († 1529). Il a sept frères et sœurs dont François de Silly († 21 novembre 1524 à Pavie), bailli de Caen, marié à Aymée de la Fayette, dame d'honneur de Marguerite d'Angoulême.

## Biographie
Jacques de Silly reçoit la tonsure le 11 juin 1495 à Fleuré par Gilles de Laval. Pronotaire apostolique, il prête serment le 19 août 1496 et est inscrit sur les registres de l'Université de Caen le 2 octobre 1497.
Il devient abbé commendataire de Cerisy-la-Forêt le 4 février 1501 et de Saint-Pierre-sur-Dives le 18 novembre 1504. Fin 1503, devenu « maître » en théologie, il est ordonné prêtre et se trouve responsable de la cure de Lonrai. Le 26 février 1511, il est nommé évêque de Sées.
En avril 1511, il participe à une réunion des évêques de France à Lyon pour réformer le clergé. Il est chargé par le cardinal Philippe de Luxembourg, évêque du Mans et légat du pape, de réformer l'abbaye d'Almenêches.
Il participe au concile provinciale de Rouen tenu le 5 mai 1522.
Au cours de son épiscopat, Jacques de Silly entreprend des travaux. Ainsi il revoûte d'église abbatiale de Saint-Pierre-sur-Dives, dont les travaux sont achevés le 29 mai 1527. Il restaure la cathédrale de Sées et ses vitraux et construit le château de Fleuré, maison de campagne des évêques de Sées.
Il meurt le 24 avril 1539 à Fleuré. Il est inhumé dans le chœur de la cathédrale de Sées le 8 mai 1539.

## Descendance
Il semble qu'il soit le père de Thomas de Silly, qui reçoit la tonsure le 24 octobre 1510 à Alençon.

## Héraldique
Ses armes sont: d'hermines à la fasce vivirée de gueules, surmontée en chef de trois tourteaux de même.